# 吴国雄
吴国雄（1943年3月20日—），中国大气动力学和气候动力学家。

## 生平
1943年出生于广东潮阳。1966年毕业于南京气象学院。1983年获英国伦敦大学理学博士学位。1997年当选为中国科学院院士。中国科学院大气物理研究所研究员。曾任大气科学和地球流体力学数值模拟国家重点实验室主任、国际气象和大气科学协会中国国家委员会主席。